# The Hobbit (datorspel 2003)
The Hobbit är ett 2003 plattform/action-äventyrsspel som utvecklats av Inevitable Entertainment för Gamecube, Playstation 2 och Xbox, av The Fizz Factor för Microsoft Windows och av Saffire Corporation för Game Boy Advance. Den publicerades på alla plattformar av Vivendi Universal Games.
Spelet är en licensierad anpassning av J.R.R. Tolkien 1937 roman The Hobbit, och har inget samband med Peter Jackson-regissören Rings filmtrilogi.